# Shito Molina
Shito Molina fue un cantante hard rock y heavy metal, natural de Argentina. Conocido por haber sido el vocalista de las bandas Extraños Pájaros, Los Patos Trastornados, Rata Blanca, Cordón de Plata, El Reloj, El Cañón y Alfa Síntesis. 

## Carrera
Perteneció a un sinnúmero de bandas de la escena under argentina: su primera banda fue "Los Patos Trastornados" banda de garaje de la calle Merlo en Villa Domínico, Avellaneda, Provincia de Buenos Aires junto a César, en bajo eléctrico y Pablo Gutiérrez en batería con quienes graba su primer demo de estudio, luego integró Zoom junto a Héctor Pío Rodríguez (bajo), Sergio Spina (guitarra) y Rubén Basoalto (batería). Entre todas sus bandas la que más destaca es Rata Blanca, (banda de los ex-V8 Gustavo Rowek y Walter Giardino) agrupación con la cual hizo varias presentaciones. A días de la grabación del primer disco sufre de una afección en la garganta que lo obligó a abandonar el proyecto siendo reemplazado por Lowi Novello y más adelante por Saúl Blanch quien terminaría grabando la placa. En 1989 y luego de recuperarse de su afección se une a otros compañeros y forman Richter banda con la que tuvo un debut controvertido al terminar peleado con los presentes.
Años después, pasó a formar parte de Cordón de Plata, con quien editaría, en 1992, el disco "A bordo de este mundo" en donde grabó grandes canciones como "Quien Creo a El Demonio", "Esperándote En Secreto" y "Rock de la Mujer Perdida" un tema de Los Gatos. Tras la disolución de Cordón de Plata es convocado por su excompañero en dicha banda, el guitarrista Pinny Marino, a formar parte de su nueva banda, El Cañón. Logró grabar dos demos con esta banda antes de retirarse por complicaciones del VIH/sida que padecía y que terminaría sus días.

## Discografía

### Los Patos Trastornados

#### Los Patos Trastornados (demo) (1980)
- Shito Molina: guitarra y voz
- César: bajo y coros
- Pablo Gutiérrez: batería y coros

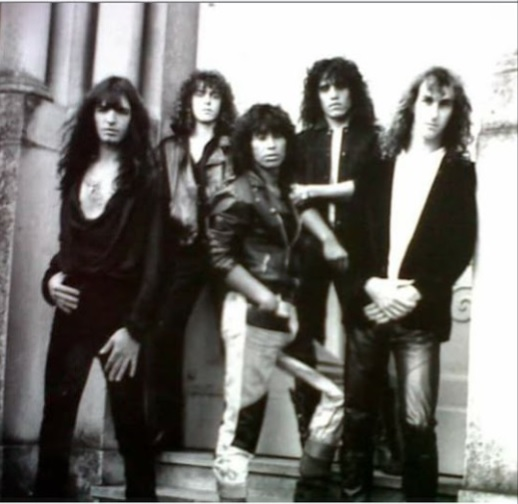
Shito Molina con Rata Blanca, grupo que tuvo que dejar porque se lesionó las cuerdas vocales.

NOTA: el nombre de la Banda surgió de la canción de Aquelarre "Patos Trastornados".

### Cordón de Plata

#### A bordo de este mundo (1992)
El baterista era Simón Quiroga, pero invitado estuvo Jorge "Patón" Cimino
- Preludio obsceno
- A bordo de este mundo
- Quien creó al demonio
- Esperándote en secreto
- Exagerado
- Rock de la mujer perdida
- Banderas de amor
- Confesión anónima
- El tiempo lo decidirá

### El Cañón
- Demo I (1998)
- Demo II (2002)